# Märta Adlerz
Märta Elvira Adlerz (Estocolm, 3 d'abril de 1897 – Estocolm, 28 de febrer de 1979) va ser una saltadora sueca que va competir a començaments del segle xx. Era germana del també saltador Erik Adlerz.
El 1912 disputà la prova de palanca de 10 metres del programa de salts, on quedà eliminada en la primera ronda.
Vuit anys més tard, un cop finalitzada la Primera Guerra Mundial, va prendre part en els Jocs d'Anvers, on disputà la prova de palanca de 10 metres del programa de salts. Quedà eliminada en la primera ronda.